# Luverne (Minnesota)
Luverne ist eine Kleinstadt (mit dem Status „City“) und Verwaltungssitz des Rock County im US-amerikanischen Bundesstaat Minnesota. Das U.S. Census Bureau hat bei der Volkszählung 2020 eine Einwohnerzahl von 4.946 ermittelt.

## Geografie
Luverne liegt im Südwesten Minnesotas auf der Coteau des Prairies genannten Hochebene, die bis nach Iowa im Süden und South Dakota im Westen reicht. Die Stadt liegt am Westufer des Rock River, einem Nebenfluss des in den Missouri mündenden Big Sioux River. Die geografischen Koordinaten von Luverne sind 43°39′15″ nördlicher Breite und 96°12′46″ westlicher Länge. Das Stadtgebiet erstreckt sich über eine Fläche von 9,56 km².
Benachbarte Orte von Luverne sind Hardwick (14,6 km nördlich), Kenneth (21,8 km nordöstlich), Magnolia (11,1 km östlich), Kanaranzi (18,4 km südöstlich), Steen (21,2 km südsüdwestlich), Beaver Creek (13,6 km westsüdwestlich) und Garretson in South Dakota (30,4 km westnordwestlich).
Die nächstgelegenen größeren Städte sind Minneapolis (336 km nordöstlich), Minnesotas Hauptstadt Saint Paul (350 km in der gleichen Richtung), Rochester (334 km östlich), Iowas Hauptstadt Des Moines (456 km südöstlich), Omaha in Nebraska (300 km südlich), Sioux Falls in South Dakota (47,9 km westsüdwestlich) und Fargo in North Dakota (387 km nördlich).

## Verkehr
Entlang des südlichen Stadtrandes von Luverne verläuft die Interstate 90, der längste Interstate Highway des Landes. Auf Höhe des Stadtzentrums kreuzt der U.S. Highway 75, der in Nord-Süd-Richtung durch Luverne führt. Die Hauptstraße des Ortes bildet eine Landstraße, die parallel zur I 90 verläuft und am Ostrand den Rock River quert. Alle anderen Straßen sind untergeordnete Landstraßen, teils unbefestigte Fahrwege oder innerörtliche Verbindungsstraßen.
Mit dem Luverne Municipal Airport befindet sich südlich des Stadtgebietes ein kleiner Flugplatz. Die nächsten größeren Flughäfen sind der South Falls Regional Airport (46,5 km westlich), das Eppley Airfield nahe Omaha (307 km südlich) und der Minneapolis-Saint Paul International Airport (329 km ostnordöstlich).

## Demografische Daten
Nach der Volkszählung im Jahr 2010 lebten in Luverne 4745 Menschen in 2048 Haushalten. Die Bevölkerungsdichte betrug 496,3 Einwohner pro Quadratkilometer. In den 2048 Haushalten lebten statistisch je 2,23 Personen.
Ethnisch betrachtet setzte sich die Bevölkerung zusammen aus 96,3 Prozent Weißen, 0,8 Prozent Afroamerikanern, 0,2 Prozent amerikanischen Ureinwohnern, 0,6 Prozent Asiaten sowie 0,4 Prozent aus anderen ethnischen Gruppen; 1,6 Prozent stammten von zwei oder mehr Ethnien ab. Unabhängig von der ethnischen Zugehörigkeit waren 2,7 Prozent der Bevölkerung spanischer oder lateinamerikanischer Abstammung.
24,4 Prozent der Bevölkerung waren unter 18 Jahre alt, 52,6 Prozent waren zwischen 18 und 64 und 23,0 Prozent waren 65 Jahre oder älter. 53,2 Prozent der Bevölkerung war weiblich.
Das mittlere jährliche Einkommen eines Haushalts lag bei 36.913 US-Dollar. Das Pro-Kopf-Einkommen betrug 21.540 US-Dollar. 14,7 Prozent der Einwohner lebten unterhalb der Armutsgrenze.

## Bekannte Bewohner
- Shantel VanSanten (* 1985), Schauspielerin – geboren in Luverne
- James Russell Wiggins (1903–2000), Journalist, Herausgeber und Diplomat – geboren in Luverne
- Dick Wildung (1921–2006), American-Football-Spieler – in Luverne aufgewachsen